# Sacciolepis typhura
Sacciolepis typhura är en gräsart som först beskrevs av Otto Stapf, och fick sitt nu gällande namn av Otto Stapf. Sacciolepis typhura ingår i släktet Sacciolepis och familjen gräs. Inga underarter finns listade i Catalogue of Life.